# مکنزی فیلیپس
 مکنزی فیلیپس (انگلیسی: Mackenzie Phillips؛ زادهٔ ۱۰ نوامبر ۱۹۵۹) یک خواننده، و هنرپیشه اهل ایالات متحده آمریکا است.
از فیلم‌ها یا برنامه‌های تلویزیونی که وی در آن نقش داشته است می‌توان به دیوارنویسی آمریکایی اشاره کرد.